# ボフサンドイッチ

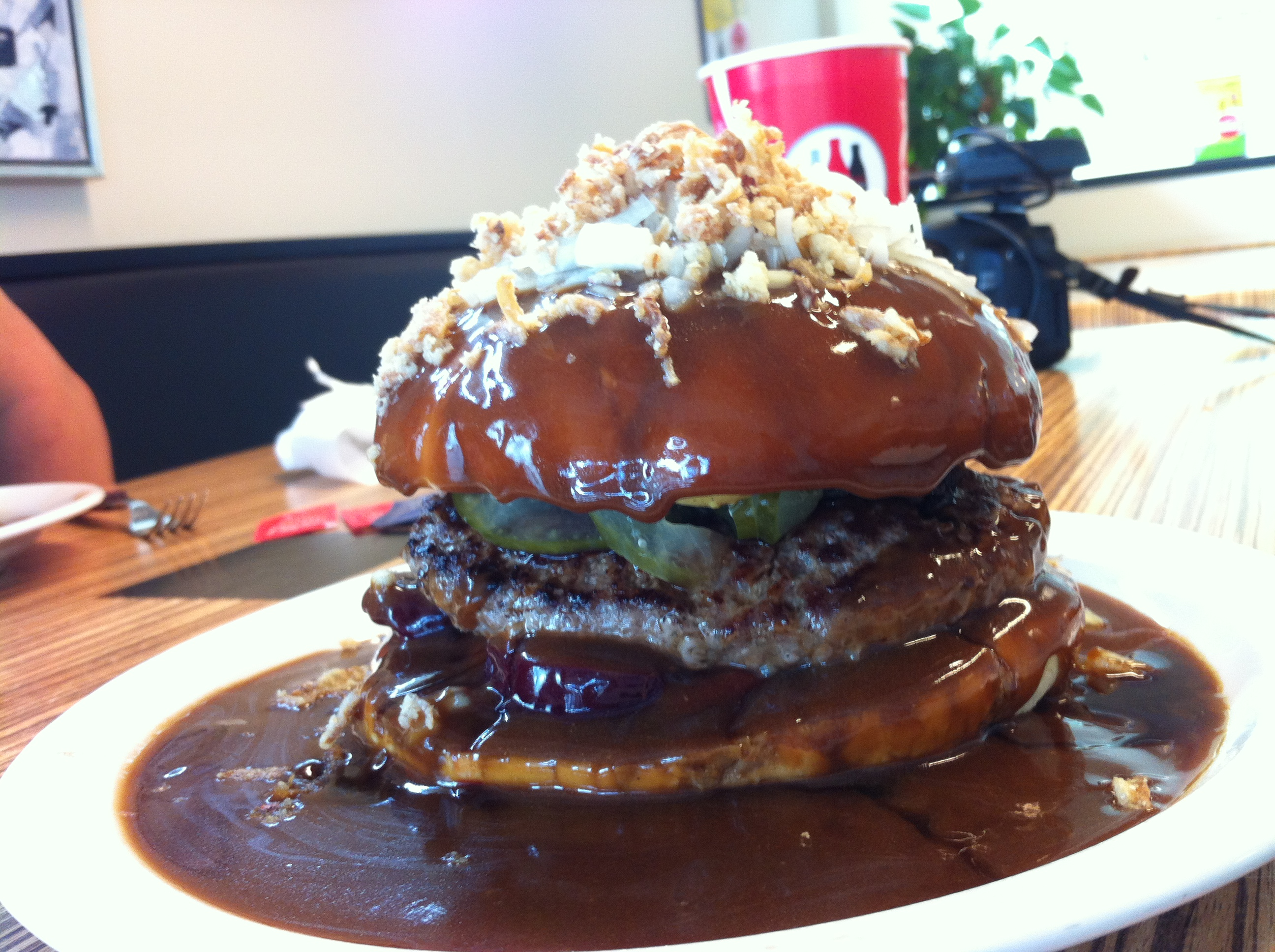
ボフサンドイッチの例

ボフサンドイッチ（デンマーク語: bøfsandwich）はデンマークのハンバーガー。

## 概要
オランダ語で「牛肉のサンドイッチ」という意味。デンマークで食されているハンバーガーである。
牛挽肉のパティを用いたハンバーガーの上からグレイビーソースをかけ、タマネギをトッピングする。タマネギには生のタマネギ、炒めたタマネギ、揚げたタマネギの3種類をトッピングする。
ナイフとフォークを用いて食する。
デンマークでは非常に人気の高い料理であり、毎年 「Denmark's best bøfsandwich（デンマークで最高のボフサンドイッチ賞）」が決められているほどである。

## 日本での展開
日本では、ハードロックカフェが漫画『本日のバーガー』とのコラボレーションで、2001年5月1日から同年6月30日に期間限定、販売店舗限定でハードロックカフェ風にアレンジしたボフサンドイッチの販売を行った。ハードロックカフェではナイフをハンバーガーに突き刺した状態で提供され、そのインパクトのあるビジュアルが話題となった。
『本日のバーガー』でボフサンドイッチが登場する話は、単行本5巻に収録されている。